# Messier 36
Messier 36 (auch als NGC 1960 bezeichnet) ist einer der drei  offenen Sternhaufen im Wintersternbild Fuhrmann. Seine Helligkeit beträgt +6,0 mag, seine Winkelausdehnung 10'.
Im Feldstecher 10×50 zeigt er ein Wölkchen mit 10 bis 15 Sternen 9. bis 10. Größe, in einem 20cm-Spiegelfernrohr bereits über 60, doch weniger als seine Nachbarn M37 und M38. Insgesamt dürfte er fast 200 Sterne umfassen.